# Usubeni to ame
«Usubeni to ame» (薄紅と雨?), es un sencillo de la banda japonesa 12012, el duodécimo que lanzan como banda major tras firmar con Universal Music Japan. Fue lanzado el 7 de octubre de 2009, en tres versiones distintas, todas incluyen las canciones "Usubeni to ame" y "深海のベッド" (Shinkai no Bed?), la edición limitada tipo A incluye un DVD con el PV de la canción que le da título al sencillo, la edición limitada tipo B incluye como bonus la canción "The Government Stomping Gum" y la edición regular incluye la versión instrumental de "Usubeni to ame".

## Lista de canciones
| Edición Regular (CD) |                                            |          |  |
| N.º                  | Título                                     | Duración |  |
| 1.                   | «薄紅と雨» (Usubeni to ame)                |          |  |
| 2.                   | «深海のベッド» (Shinkai no Bed)            |          |  |
| 3.                   | «薄紅と雨 (Usubeni to ame)» (Instrumental) |          |  |

| Edición Limitada Tipo A (CD) |                                 |          |  |
| N.º                          | Título                          | Duración |  |
| 1.                           | «薄紅と雨» (Usubeni to ame)     |          |  |
| 2.                           | «深海のベッド» (Shinkai no Bed) |          |  |

| Edición Limitada Tipo A (DVD) |                 |          |  |
| N.º                           | Título          | Duración |  |
| 1.                            | «薄紅と雨» (PV) |          |  |

| Edición Limitada Tipo B (CD) |                                 |          |  |
| N.º                          | Título                          | Duración |  |
| 1.                           | «薄紅と雨» (Usubeni to ame)     |          |  |
| 2.                           | «深海のベッド» (Shinkai no Bed) |          |  |
| 3.                           | «The Government Stomping Gum»   |          |  |